# Raya und der letzte Drache
Raya und der letzte Drache (englischer Titel Raya and the Last Dragon) ist ein US-amerikanischer Computeranimationsfilm, der unter der Regie von Don Hall und Carlos López Estrada entstand und am 5. März 2021 in die nordamerikanischen Kinos kam und auf Disney+ erschien. Der Film ist die 59. Produktion der Walt Disney Animation Studios.

## Handlung
Der Film spielt im fiktiven Land Kumandra. Dieses besteht aus fünf verschiedenen Regionen (Zahn, Herz, Klaue, Kamm und Schweif), die von Clans bewohnt werden. In dem Land lebten auch einst Drachen, die jedoch infolge einer dunklen, finsteren Macht – den Druun – versteinert wurden. Kurz bevor der letzte Drache verschwand, konnten sie die Bedrohung durch die Druun abwenden und ihre Macht in einem Edelstein bündeln. Dieser Stein wird von den Völkern als Heiligtum verehrt – allerdings bei den Bewohnern von Herz aufbewahrt, was zu Neid, Missgunst und jahrelangem Krieg der nun verfeindeten Clans geführt hat. Dadurch ist Kumandra in fünf verschiedene Reiche zerbrochen.
Benja, eines der Oberhäupter von Herz, schickt sich an, die jahrelangen Zwistigkeiten zu beenden und die Völker für ein neues Kumandra wiederzuvereinigen. Benjas Tochter, die junge Kriegerin Raya, und die Zahn-Prinzessin Namaari schließen zunächst Freundschaft – bis sich dies als Hinterhalt Zahns herausstellt, um das Heiligtum zu erbeuten. Im allgemeinen Handgemenge zerbricht der Edelstein und befreit die Druun, welche erneut über die Reiche herfallen und große Teile der Bevölkerung versteinern, darunter Benja. Raya gelingt die Flucht durch den Fluss, da die Druun das Wasser scheinbar nicht überqueren können.
Sechs Jahre später streift die nun erwachsene Raya mit ihrem Gürteltier Tuk Tuk durch das ehemalige Kumandra, um den letzten Drachen zu finden. Dieser soll Licht und Einheit in die Welt zurückbringen. Letztendlich findet Raya den Drachen namens Sisu, der ein Wasserdrache ist und später auch in menschlicher Gestalt auftreten kann. Gemeinsam mit ihr begibt sich Raya nun in die anderen Reiche, um die dort vermuteten Teilstücke des Edelsteins zurückzuholen. Dabei helfen ihr nicht nur neue Freunde wie der Waisenjunge Boun mit seinem Boot, das Kampfbaby Noi und der Kamm-Krieger Tong, sondern auch Sisus Fähigkeiten, die mit jedem neu gefundenen Stück Heiligtum zu wachsen scheinen.
Dabei werden sie ständig von der erwachsenen Namaari und ihren Zahn-Kriegern verfolgt, welche die Edelstein-Stücke zur Verteidigung ihres eigenen Reiches erbeuten wollen, welches für die Druun unerreichbar auf einer Insel liegt und dadurch zu klein wird.
Raya, die Namaari den damaligen Verrat nachträgt, lässt sich schließlich von Sisu dazu überreden, mit der Zahn-Kriegerin für den gemeinsamen Frieden zu kooperieren und so das letzte Edelsteinstück zu bekommen, um die Gefahr durch die Druun endgültig abzuwenden. Doch beim Treffen scheint es abermals so, dass Namaari Raya hintergeht und mit einer Armbrust bedroht. Dabei löst sich ein Pfeil, der eigentlich für Raya bestimmt war, jedoch von Sisu abgefangen wird. Scheinbar tödlich getroffen stürzt diese ins Wasser, das daraufhin verschwindet und Zahn für die Druun angreifbar macht. Während Raya rasend vor Zorn Namaari zum Kampf fordert, evakuieren deren Freunde die Zahn-Stadt vor den angreifenden Druun.
Schließlich erkennt Raya, dass nicht Sisu, sondern Vertrauen der Schlüssel ist, um den langsam seine Kraft verlierenden Edelstein wieder zusammenzusetzen. Zum Ausdruck dessen geben Raya und später ihre Freunde Namaari die Bruchstücke und lassen sich versteinern. Bevor sich auch Namaari diesem Schicksal hingibt, setzt sie den Edelstein zusammen, der daraufhin seine alte Stärke zurückerhält und die Druun ein für alle Mal besiegt.
Alle Bewohner Kumandras und auch die einst versteinerten Drachen werden auf diese Weise wieder zum Leben erweckt und können so das alte Großreich neu und in Frieden wieder begründen. Raya, ihre Freunde und Namaari kehren zu ihren Clans zurück und können ihre Angehörigen wieder in die Arme schließen. Und auch Sisu wird von ihren Drachenschwestern und -brüdern wiederbelebt, nachdem das Wasser zurückgekehrt ist.

## Entstehung und Veröffentlichung
| Figur                 | Originalsprecher | Deutscher Sprecher      |
| --------------------- | ---------------- | ----------------------- |
| Raya                  | Kelly Marie Tran | Christina Ann Zalamea   |
| Sisu                  | Awkwafina        | Maria Hönig             |
| Boun                  | Izaac Wang       | Francisco Palma Galisch |
| Namaari               | Gemma Chan       | Gabrielle Pietermann    |
| Benja                 | Daniel Dae Kim   | Florian Clyde           |
| Tong                  | Benedict Wong    | Milton Welsh            |
| junge Namaari         | Jona Xiao        | Derya Flechtner         |
| Virana                | Sandra Oh        | Katrin Fröhlich         |
| kleine Noi            | Thalia Tran      | Adeline Chétail         |
| Dang Hu               | Lucille Soong    | Margot Rothweiler       |
| Tuk Tuk               | Alan Tudyk       | Bruno Magne             |
| Händler #2            | Gordon Ip        | Axel Malzacher          |
| General Atitaya       | Dichen Lachman   | Anne Düe                |
| Oberhaupt von Schweif | Patti Harrison   | Jenny Löffler           |
| Chai                  | Jon Park         | Marcel Collé            |
| Dang Hai              | Sung Kang        | Martin Kautz            |
| Händlerin             | Sierra Katow     | Janina Batoly           |
| Oberhaupt von Kamm    | Ross Butler      | Tim Knauer              |
| Wahn                  | François Chau    | Dennis Schmidt-Foß      |
| Händler #1            | Paul Yen         | Mario Klischies         |

Am 24. Mai 2018 wurde berichtet, dass die Walt Disney Animation Studios unter der Regie von Paul Briggs und Dean Wellins an einem neuen Projekt arbeiten. Der Film, der auf einem Drehbuch von Kiel Murray basieren sollte, wurde zunächst mit Dragon Empire (englisch für: Drachenreich) betitelt. Ebenfalls wurde am 24. Mai 2019 bekannt gegeben, dass Jamie Chung Interesse für die Vertonung der Hauptrolle, zu der Zeit noch Jan-nin bezeichnet, gemeldet hat. Im folgenden Oktober wurde bekannt gegeben, dass die Produktion von Osnat Shurer stammt, wobei das Drehbuch nun statt aus der Feder von Murray von Adele Lim stammen soll. Lim selbst kommt aus Malaysia und ließ das Setting des fiktiven Lands Kumandra von der südostasiatischen Kultur in Hinblick auf Themen und Design inspirieren.
Am 24. August 2019 wurde der Film schließlich unter dem Titel Raya and the Last Dragon offiziell auf der Expo D23 von der Walt Disney Company als „episches Fantasyabenteuer mit südostasiatischer Thematik“ angekündigt. Ferner wurde Cassie Steele als Synchronsprecherin der Protagonistin Raya angekündigt und die Rapperin Awkwafina als Sprecherin des Wasserdrachens Sisu. Später wurde angekündigt, dass statt Steele die Schauspielerin Kelly Marie Tran die Sprechrolle für Raya übernehmen würde. Ebenfalls auf der D23-Expo 2019 wurde der Starttermin für Raya and the Last Dragon zunächst für den 25. November 2020 bekanntgegeben. Diesen Slot besetzte Disney zuvor mit dem Film Gigantic, an dem jedoch die Produktion 2018 eingestellt wurde. Aufgrund der COVID-19-Pandemie wurde dieser Termin später auf den 5. März 2021 verschoben. Ab demselben Tag war der Film auch auf Disney+ erhältlich, wobei wie bei Mulan ein Aufpreis gezahlt werden musste. Ohne Aufpreis ist der Film dort seit 4. Juni 2021 verfügbar.
Die deutsche Synchronisation entstand nach einem Dialogbuch und der Dialogregie von Axel Malzacher im Auftrag der FFS Film- & Fernseh-Synchron GmbH, Berlin.

## Soundtrack
Der offizielle Soundtrack zum Film wurde am 26. Februar 2021 veröffentlicht und umfasst folgende Lieder:
- Lead the Way (von Jhené Aiko)
- Prologue
- Young Raya and Namaari
- Betrayed
- Search for the Last Dragon
- Into the Shipwreck
- Enter the Dragon
- Fleeing from Tail
- Captain Boun
- Journey to Talon
- Sisu Swims
- Dragon Graveyard
- Escape from Talon
- Noi and the Ongis
- Being People Is Hard
- Spine Showdown
- Running on Raindrops
- Plans of Attack
- Brothers and Sisters
- The Meeting
- Storming Fang
- The Druun Close In
- Return
- The New World

## Kritik
Raya und der letzte Drache erhielt ein gutes Presseecho, was sich auch in den Auswertungen US-amerikanischer Aggregatoren widerspiegelt. So erfasst Rotten Tomatoes größtenteils positive Besprechungen und ordnet den Film dementsprechend als „Zertifiziert Frisch“ ein. Laut Metacritic fallen die Bewertungen im Mittel „Grundsätzlich Wohlwollend“ aus.